# Чапмения грациозная
Чапме́ния грацио́зная (лат. Chapmannia gracilis) — вид цветковых растений рода Чапмения (Chapmannia) семейства Бобовые (Fabaceae). Эндемик Йемена. Произрастает в тропических и субтропических сухих лесах.

## Синонимика
- Diphaca gracilis (Balf. f.) Taub.
- Ormocarpum gracile (Balf. f.) Harms[1]